# Craspedisia spatulata
Espèce
Craspedisia spatulata est une espèce d'araignées aranéomorphes de la famille des Theridiidae.

## Distribution
Cette espèce est endémique de République dominicaine,. Elle se rencontre dans la cordillère Centrale.

## Description
Le mâle décrit par Levi en 1963 mesure 2,2 mm.

## Publication originale
- Bryant, 1948 : The spiders of Hispaniola. Bulletin of the Museum of Comparative Zoology, vol. 100, p. 331-459 (texte intégral).